# Пятницкое (село, городской округ город Тула)
Пятницкое — село в Тульской области России. 
В рамках организации местного самоуправления входит в городской округ город Тула, в рамках административно-территориального устройства — в Варфоломеевский сельский округ Ленинского района Тульской области.

## География
Расположено в 21 км к северо-западу от областного центра, города Тула (по прямой от Тульского кремля).

## История
До 1990-х гг. село входило в Варфоломеевский сельсовет. В 1997 году стало частью Варфоломеевского сельского округа Ленинского района Тульской области. 
В рамках организации местного самоуправления с 2006 до 2014 гг. включалось в Обидимское сельское поселение Ленинского района, с 2015 года входит в Зареченский территориальный округ в составе городского округа город Тула.

## Население
| 1859 | 1915 | 2002 | 2010 |
| ---- | ---- | ---- | ---- |
| 334  | ↗555 | ↘139 | ↘24  |